# Cyrus Moore
Cyrus Moore, pseudoniem van Cyrus Mewawalla (Farnborough, 1966), is een Brits auteur van financiële thrillers.

## Biografie
Moore was 14 jaar werkzaam in de City of London, het financiële centrum van Groot-Brittannië. Hij richtte een eigen beleggingsadvieskantoor op om onafhankelijk beleggingsadvies uit onvrede van de belangenverstrengeling bij de grotere beleggingsadvieskantoren en zakenbanken.